# Prospect Avenue (linea BMT Fourth Avenue)
Prospect Avenue è una fermata della metropolitana di New York situata sulla linea BMT Fourth Avenue. Nel 2019 è stata utilizzata da 1 780 893 passeggeri. È servita dalla linea R sempre e dalle linee D e N solo di notte. Durante le ore di punta fermano occasionalmente anche alcune corse della linea W.

## Storia
La stazione fu aperta il 22 giugno 1915. Venne ristrutturata una prima volta negli anni 1970 e una seconda volta tra il 5 giugno e il 2 novembre 2017, come parte del programma Enhanced Station Initiative della MTA.

## Strutture e impianti
La stazione è sotterranea, ha due banchine laterali e quattro binari, i due esterni per i treni locali e i due interni per quelli espressi. È posta al di sotto di Fourth Avenue e non ha un mezzanino, ognuna delle due banchine ospita infatti un gruppo di tornelli con le scale per il piano stradale. La banchina in direzione nord ha due ingressi, uno nell'angolo sud-est dell'incrocio con Prospect Avenue e uno nell'angolo nord-est dell'incrocio con 17th Street, quella in direzione sud ne ha solo uno nell'angolo nord-ovest dell'incrocio con 17th Street.

## Interscambi
La stazione è servita da alcune autolinee gestite da NYCT Bus.
- Fermata autobus